# Герстен, Христиан Людвиг
Христиан Людвиг Герстен (нем. Christian Ludwig Gersten; 7 февраля 1701, Гисен — 13 августа 1762, Франкфурт-на-Майне) — немецкий математик и физик.
Изучал математику и юриспруденцию в Гиссенском университете. В 1723 году на основе работ Г. В. Лейбница создал арифметическую машину, которая позволяла вычислять частное при делении и подсчитывать последовательные операции сложения (то есть перемножать числа); кроме того, в машине Герстена была предусмотрена возможность контроля за правильностью ввода данных. В начале 1730-х гг. совершенствовал свои познания в математике и физике в Лондоне, в 1733 г. был избран членом Королевского общества, после чего вернулся в Германию и в том же году защитил во Франкфурте-на-Майне диссертацию, связанную с различными экспериментами с барометром, после чего приступил к преподаванию в Гиссенском университете. Заслугой Герстена считается также доказательство того, что роса не выпадает с неба в виде осадков, а конденсируется непосредственно на земле.
В 1744 г. конфликт с графом Гессен-Дармштадтским, владетелем Гиссена, вынудил Герстена бежать из города, он работал некоторое время в Альтоне и Санкт-Петербурге, но в 1748 году был арестован во Франкфурте-на-Майне и заключён в тюрьму, где провёл почти весь остаток жизни.